# Liste d'oiseaux de fiction

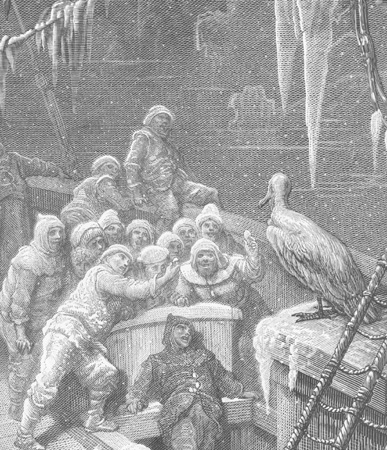
La Complainte du vieux marin, gravure de Gustave Doré.

Cette liste contient des oiseaux présents dans des œuvres de fiction et occupant un rôle majeur ou secondaire.

## Aigle
- Thorondor, roi des Aigles, au service de Manwë, dans Le Silmarillion de Christopher Tolkien ;
- Grand Aigle dans la BD et le dessin animé Yakari ;
- Gaby, l'aigle rancunier alias Superrancunier dans Les Minijusticiers ;
- Malfini, dans Les Neuf Consciences du Malfini (2009) de Patrick Chamoiseau ;
- Éclair et Zana dans les romans de fantasy Les Gardiens de Ga'Hoole de Kathryn Lasky.
- Kraa, l'aigle de la trilogie en bandes dessinées par Benoît Sokal

## Albatros, Pélican et Mouette
- L'Amiral, pélican du film d'animation Pixar Le Monde de Nemo ;
- Eurêka, mouette loufoque du film d'animation Walt Disney La Petite Sirène ;
- Dans La Complainte du vieux marin de Samuel Taylor Coleridge ;
- Monsieur Pélican, dans Sherlock Yack ;
- Les mouettes du Monde de Nemo ;
- Orville et Wilbur, les deux albatros dans Les Aventures de Bernard et Bianca et Bernard et Bianca au pays des kangourous ;
- Riki, pélican de la bande dessinée danoise Petzi ;
- Kengah et Félicité dans La Mouette et le Chat.

## Autruche
- Lola de Téléchat de Roland Topor ;
- Adélaïde de Tomi Ungerer.

## Calao
- Zazu : Calao à bec rouge du dessin animé Le Roi Lion, Le Roi lion 2 : L'Honneur de la tribu et Le Roi lion 3 : Hakuna Matata.

## Canari

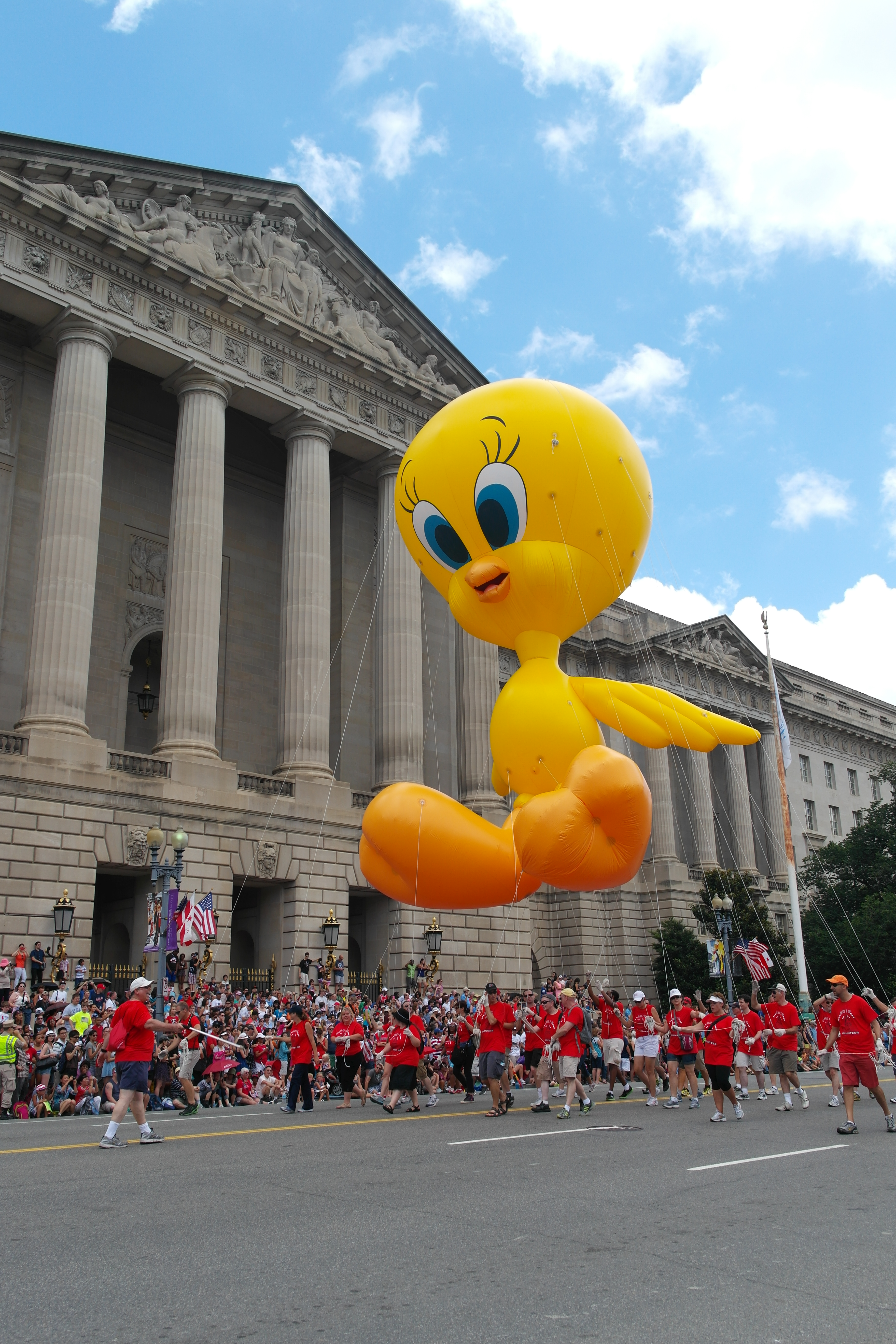
Titi géant (parade 2013 du jour de l'Indépendance des États-Unis).

- Margalo, canari de Stuart Little 2 ;
- Titi, canari dans Titi et Grosminet.

## Chouetteethibou
- Archimède, le hibou de Merlin l'Enchanteur ;
- Hedwige, Errol, Coquecigrue et Hermès, chouettes et hiboux dans Harry Potter ;
- Maître Hibou, dans Winnie l'ourson ;
- Le hibou, dans Bambi ;
- Soren, Kludd, Ezylryb et les autres chouettes et hiboux du film d'animation américano-australien Le Royaume de Ga'hoole réalisé par Zack Snyder en 2010 tiré des romans de Kathryn Lasky ;
- Toutes les chouettes et les hiboux des romans de Kathryn Lasky Les Gardiens de Ga'Hoole tels que Soren, Grank, Coryn ou Boron.
- Big Mama, la hibou femelle vivant à proximité de la maison de Veuve Tartine, dans le film d'animation Rox et Rouky.

## Colibri
- Le Foufou, dans Les Neuf Consciences du Malfini (2009) de Patrick Chamoiseau ;
- Flit, dans Pocahontas (1995), de Studio Disney ;
- Bob, un colibri souffrant du vertige dans Les Minijusticiers ;
- Harold, un minuscule colibri alias Supermicrobe dans Les Minijusticiers.

## Corbeau
- Honteuzéconfu le corbeau rencontré par Michelle dans Le Pays des trente-six mille volontés d'André Maurois ;
- Heckle et Jeckle, deux corbeaux de Terrytoons ;
- Les corbeaux dans Les Oiseaux d'Alfred Hitchcock ;
- Jeremy, le corbeau dans Brisby et le Secret de NIMH ;
- Jim « Dandy », crow et ses acolytes, corbeaux dans Dumbo ;
- Loïs, un corbeau ronchon alias Superjaimepas dans Les Minijusticiers ;
- Maître Corbeau, dans la fable Le Corbeau et le Renard de Jean de La Fontaine.

## Cormoran
- Rock, un cormoran de grande taille alias Supergrand dans Les Minijusticiers.

## Corneille
- Les Bingo Birds, corneilles créées par André Roche pour les œufs Kinder Surprise de Ferrero.

## Dodo
- Dans L'Âge de glace de Chris Wedge et Carlos Saldanha ;
- Monsieur Dodo dans Les Aventures d'Alice au pays des merveilles.

## Faucon

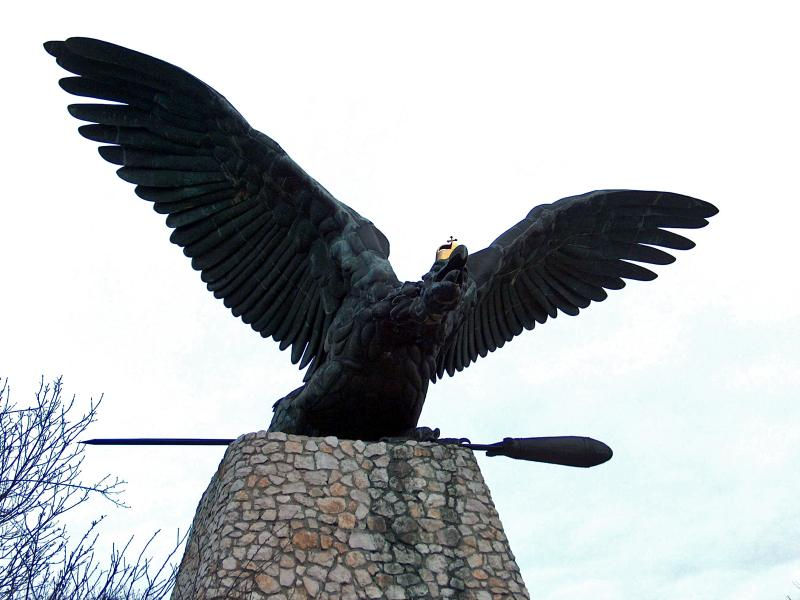
Le Turul, faucon mythologique magyar.

- Crécerelle, faucon crécerelle dans la série animée Les Animaux du Bois de Quat'sous ;
- Falco Lombardi dans les jeux vidéo de la série Star Fox ;
- Hennery le faucon, personnage des Looney Tunes ;
- Kai, Faucon pèlerin juvénile apparaissant dans Drôles d'oiseaux.

## Goéland
- Jonathan Livingston, dans Jonathan Livingston le goéland.

## Grand géocoucou
- Bip Bip, dans Bip Bip et le Coyote.

## Grue
- Madame Grue dans Sherlock Yack ;
- Maitre Grue dans Kung fu Panda.

## Manchot

Le manchot Tux, mascotte du noyau Linux.

- Toutes les espèces de manchots contenues dans Happy Feet ;
- Les Petits Pingos (Peppy Pingos), manchots créés par André Roche pour les œufs Kinder Surprise de Ferrero ;
- Brailleur, Calinou, Cap'taine, Looping, Pinceur et Shlingueur ; manchots du film américain Monsieur Popper et ses pingouins réalisé par Mark Waters en 2011 ;
- Chilly Willy, manchot créé en 1953 pour le studio Walter Lantz ;
- Pigloo, manchot animé en trois dimensions, chanteur français de 3Dance ;
- Pingu, manchot héros de la série animée homonyme diffusée entre 1986 et 2004 ;
- Playboy Penguin, manchot des Looney Tunes ;
- Skipper et son équipe, manchots déjantés du film d'animation Madagascar et Madagascar 2 : La Grande Évasion de DreamWorks Animation ainsi que la série animée éponyme Les Pingouins de Madagascar ;
- Tux le manchot, mascotte officielle du Système d'exploitation Linux.

## MerleetMerlette
- Pablo, alias Superpuedubec, un merle dans Les Minijusticiers ;
- Suzie, une merlette déguisée en canari dans la série Zip Zip.

## Oie
- Sandrine alias Superbretelles dans la troisième saison des Minijusticiers est une oie ;
- Sidonie, personnage principal de la série Aglaé et Sidonie.

## Paon
- Seigneur Shen, principal antagoniste du film d'animation Kung Fu Panda 2 de Jennifer Yuh Nelson.

## Perroquet
- Blu, perroquet bleu du film d'animation 3D américano-brésilien Rio de 20th Century Fox et Blue Sky Studios réalisé par Carlos Saldanha ;
- Globi, perroquet anthropomorphe bleu de bande dessinée enfantine suisse-allemande.
- José Carioca, perroquet du Brésil dans l'Univers des canards de Disney ;
- Iago, perroquet de Jafar dans Aladdin ;
- Irvin, alias Supercoupelaparole, dans la troisième saison des Minijusticiers ;
- Paulie, perroquet du film Paulie, le perroquet qui parlait trop de John Roberts ;
- Picchu, perroquet de Tao, dans Les Mystérieuses Cités d'or ;
- Le perroquet conteur du Touti-Nameh ;
- Le tyrranornis, prédateur géant et non volant apparaissant dans le livre biologiste spéculatif Demain, les Animaux du Futur.

## Phénix
- Fumseck, phénix dans la saga Harry Potter ;
- Nidole, phénix peureux dans la série animée Conan l'Aventurier.

## Pinson
- Pinson dans Chante Pinson de Paul François, illustré par Romain Simon dans la collection du Père Castor en 1950.

## Pivert
- Woody Woodpecker, pivert de dessin animé ;
- Piqueur, pivert ami du moineau Dinky dans Rox et Rouky.

## Poule,coqetpoussin
- Adam De La Halle, coq ménestrel, Robin des Bois de Disney ;
- Calimero, poussin noir animé ;
- Chantecler, héros du dessin animé Rock-O-Rico de Don Bluth ;
- Charlie le coq, un des principaux Looney Tunes ;
- Les coqs et poules du film d'animation Chicken run des studios aardman ;
- Le grand poulet rouge, dans Dora l'exploratrice ;
- Blaise, le poussin masqué, poussin dessiné par Claude Ponti ;
- Carmen, Carmelito, Carmela et Pitikok dans la série Les P'tites Poules de Christian Jolibois et Christian Heinrich ;
- Hei Hei dans le film d'animation Vaiana : La Légende du bout du monde ;
- Natacha, un jeune poussin femelle, alias Superpropre dans les Minijusticiers.

## Toucan
- Mr Toucan : un toucan qui parle anglais dans Dora l'exploratrice ;
- Raphael, toucan du film d'animation américano-brésilien Rio produit par 20th Century Fox.

## Autres
- Artikodin, Électhor et Sulfura, les trois oiseaux légendaires de la franchise Pokémon ;
- Dinky, le moineau dans Rox et Rouky ;
- Le Caracoureur, oiseau sudaméricain carnivore venant de la série Le Futur sera Sauvage ;
- Chica, animatronic de la suite de jeux Five Nights at Freddy's ;
- Les Chocobos, oiseaux servant de monture dans la série de jeux vidéo Final Fantasy ;
- Condorito, personnage d'une bande dessinée chilienne ;
- Flit, le colibri dans Pocahontas : Une légende indienne ;
- Kevin, la maman dabou, espèce imaginaire inventée par Pixar dans Là-Haut ;
- Les piafs, oiseaux humanoïdes de la série The Legend of Zelda ;
- Mordecai, le geai bleu, personnage principal de la série d'animation Regular Show ;
- Rififi, le moineau chapeauté, héros de la bande dessinée Rififi de Dimitri ;
- Turkie, l'oiseau tueur (décrit comme étant une dinde) du film Thankskilling ;
- Wally Warbles, l'un des boss de Cuphead ;
- Les oiseaux de la série de jeux vidéo Angry Birds ;
- Les oiseaux de La Conférence des oiseaux (Farid al-Din Attar, vers 1180) ;
- Les Oiseaux d'Aristophane (414 av. J.-C.).
- Les Gormitis de l'Air dans la série de jouets italienne Gormiti.